# Laurent Yeatman
Laurent Yeatman est un ornithologue français dont l'œuvre majeure est le premier Atlas des oiseaux nicheurs de France publié en 1976 par la Société ornithologique de France et le ministère de la Qualité de la vie et de l'environnement.
Il épouse Janine Salles (1913-1999), arrière-petite-fille de Gustave Eiffel. Ils auront quatre enfants : Jérôme Yeatman (né en 1937), Dosithée Yeatman (née en 1938), Patrice Yeatman (né en 1942) et Sylvain Yeatman-Eiffel (né en 1943).
Industriel, Laurent Yeatman vient relativement tard à l'ornithologie mais en sera un des éléments moteurs en France de la fin des années 1960 et pendant la décennie 1970. Il est alors président de la Société ornithologique de France et vice-président de la Ligue pour la protection des oiseaux.
Sa fille épouse Yves Berthelot. Elle poursuivra l'œuvre de son père à travers la publication de deux atlas français des oiseaux nicheurs et des oiseaux hivernants.